# Wurunsemu Tholus
Il Wurunsemu Tholus è una struttura geologica della superficie di Venere.